# Bmibaby

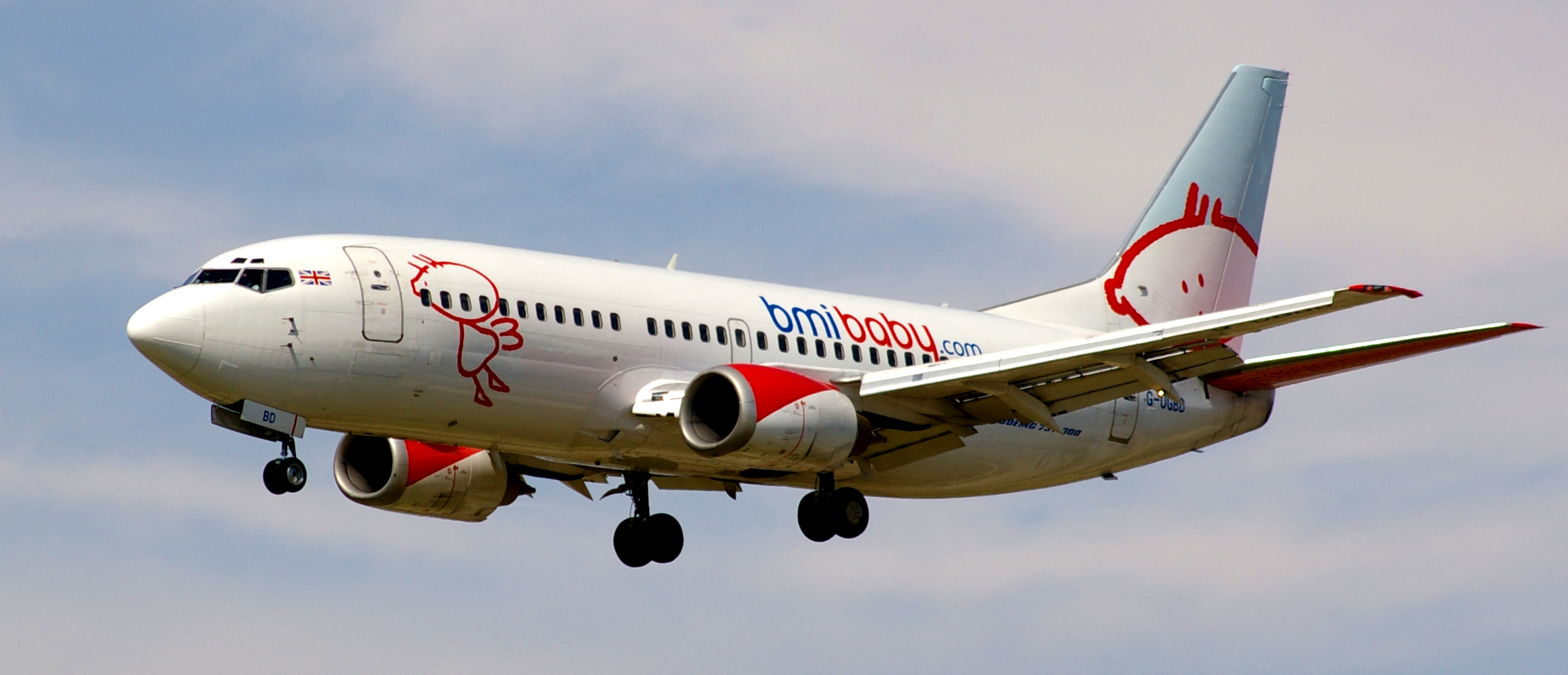
Boeing 737-300 da Bmibaby.

Bmibaby é uma empresa extinta, da Inglaterra, que operara de 2002 até 2012. 